# Europacupen i bandy 2003
Europacupen i bandy 2003 vanns av HK Vodnik, som besegrade Sandvikens AIK i finalserien. HK Vodniks vann därmed tävlingen för andra gången i rad.

## Semifinaler
- 22 oktober 2003: HK Vodnik,  Ryssland-Mjøndalen IF,  Norge 15-0
- 22 oktober 2003: Sandvikens AIK,  Sverige-OLS,  Finland 5-3

## Match om tredje pris
- 26 oktober 2003: Mjøndalen IF,  Norge-OLS,  Finland 6-4

## Finaler
- 21 november 2003: Sandvikens AIK,  Sverige-HK Vodnik,  Ryssland 5-4
- 23 november 2003: HK Vodnik,  Ryssland-Sandvikens AIK,  Sverige 2-2, 6-4 efter straffslag